# 池田維
池田 維（いけだ ただし、1939年3月18日 - ）は、日本の外交官。 外務省アジア局長、官房長、オランダ特命全権大使、ブラジル特命全権大使、交流協会台北事務所代表（駐台湾大使相当）を歴任。財団法人霞山会理事長、立命館大学客員教授。2014年、瑞宝重光章受章。妻は比較文学者の池田美紀子。

## 経歴・人物
兵庫県出身。1961年（昭和36年）10月東京大学法学部在学中に外務公務員上級試験に合格する。1962年（昭和37年）東大法学部を卒業して、外務省に入省した。中国語研修（台湾、米国）を経て、香港、北京に在勤。
- 1957年 (昭和32年) 3月　東京都立新宿高等学校卒業
- 1962年 (昭和37年）3月　東京大学法学部卒業
- 1979年（昭和54年) 7月　外務省経済局資源第二課長
- 1980年（昭和55年) 7月　外務省アジア局中国課長
- 1982年（昭和57年) 7月　駐米大使館参事官（ハーバード大学国際問題研究所研究員）
- 1983年（昭和58年) 5月　駐カナダ大使館公使
- 1986年（昭和61年) 10月　外務参事官兼条約局
- 1988年（昭和63年) 1月　審議官兼情報調査局
- 1989年（平成元年) ８月　駐タイ王国大使館公使兼駐カンボジア臨時代理大使
- 1992年（平成４年) ７月　外務省アジア局長
- 1994年（平成６年）2月　外務省官房長
- 1996年（平成８年）1月　オランダ特命全権大使
- 2002年（平成14年) 5月　ブラジル特命全権大使
- 2004年（平成16年) 6月　退官
- 2005年（平成17年) 5月　交流協会台北事務所代表
- 2008年  (平成20年) 同協会顧問、NPO法人アジア情報フォーラム理事長、立命館大学及び立命館アジア太平洋大学客員教授、日本ブラジル中央協会副会長、(財)霞山会理事長、(財)台湾協会評議員会長に就任。

## 著書
- 『カンボジア和平への道』　（1996 都市出版）
- 『日本・台湾・中国　築けるか新たな構図』　（2010 産経新聞出版）
- 『台湾出使記』　（2011 允晨文化出版）
- 『激動のアジア外交とともにー外交官の証言』　（2016 中央公論新社）

### 論文
- 「尖閣に棚上げ合意存在せず」その他多数。